# Lijst van LEGO-thema's
LEGO-thema's zijn de productlijnen van de Deense speelgoedfabrikant LEGO.
| Naam                                                                                    | Periode                                                                                  | Korte samenvatting |
| --------------------------------------------------------------------------------------- | ---------------------------------------------------------------------------------------- | --- |
| Duplo                                                                                   | 1969 - heden                                                                             | Grotere blokken, bedoeld voor kleine kinderen. |
| LEGO Technic                                                                            | 1977 - heden                                                                             | Technisch thema voor gevorderde LEGO-bouwers. |
| Fabuland                                                                                | 1979 - 1989                                                                              | Thema bestaande uit antropomorfische dieren, bedoeld om het gat tussen Duplo en gewone Lego te vullen. |
| Lego Education, t/m 2002 Lego Dacta                                                     | 1997, 1999-heden                                                                         | Thema bedoeld om mee les te geven aan kinderen tot 18 jaar. Wordt ook gebruikt bij de FIRST LEGO League |
| ZNAP                                                                                    | 1998 - 1999                                                                              | Onsuccesvol constructiethema dat lijkt op K'NEX. |
| Lego classic                                                                            | 1998-1999, 2015- heden                                                                   | Thema, waarmee je zelf bepaalt wat je bouwt. De sets hebben wel instructies, maar het thema is vooral bedoeld om kinderen zelf iets te laten bouwen. |
| LEGO Mindstorms                                                                         | 1998 - 2022                                                                              | Programmeerbare robots van LEGO. Vanaf 10 jaar. |
| Vanaf 2000 LEGO Baby, daarvoor Lego Primo                                               | 1995 - 2001, 2003 - 2005                                                                 | Thema met heel grote blokken, zodat kinderen ze niet in kunnen slikken |
| Lego Bionicle                                                                           | 2001 - 2010, 2015 - 2016                                                                 | Over biomechanische wezens (half robots en halfmenselijke wezens) in de strijd tegen het kwaad. |
| LEGO Creator 3-in-1                                                                     | 2001 - heden                                                                             | Schaalmodellen van gebouwen, dieren, voertuigen, enz. |
| Lego Racers                                                                             | 2005 - 2014                                                                              | Racewagens, zowel fantasie als schaalmodellen. |
| LEGO Ideas                                                                              | 2008 - heden                                                                             | Lego biedt de mogelijkheid om je eigen ontwerp op een website te zetten. Als jouw project voldoende stemmen heeft behaald, beoordeelt Lego of je idee omgezet kan worden in een echte set. Het thema LEGO Minecraft is hier ontstaan. Voorheen heette dit thema LEGO Cuusoo. |
| LEGO Architecture                                                                       | 2008 - heden                                                                             | Bekende gebouwen/ steden in minischaal uitgevoerd als Legosets. |
| LEGO Hero Factory                                                                       | 2010 - 2014                                                                              | De opvolger van Bionicle met helden en schurken. |
| LEGO BrickHeadz                                                                         | 2016 - heden                                                                             | Figuren uit stenen opgebouwd, o.a. diverse filmkarakters. |
| Lego Boost                                                                              | 2017 (De enige set van het thema was tot 2022 bij Lego's officiële website verkrijgbaar) | Een goedkopere programmeerbare robot dan die van Lego Mindstorms. Voor kinderen vanaf 7 jaar. |
| Lego xtra                                                                               | 2018-2021                                                                                | Thema dat zorgt voor extra stukjes, zoals eten en drinken, kerstspullen, ... Zonder Minifiguren |
| Lego Art                                                                                | 2020 - heden                                                                             | Thema speciaal voor wolwassenen om mozaïeken van bekende personen/ dingen te maken, zoals The Beatles, Batman, de aarde en nog veel andere muzikanten/ muziekgroepen en filmpersonages.                                                                                      |
| Lego Bricksketches                                                                      | 2020 - 2022                                                                              | tweedimensionale afbeeldingen van filmpersonages gemaakt van Lego |
| Lego Vidiyo                                                                             | 2021                                                                                     | Soort TikTok voor kinderen van de basisschoolleeftijd. De sets had je nodig om veel muziek en een achtergrond voor je filmpje te hebben. Het thema werd snel stopgezet doordat de app niet goed werkte en de sets niet goed verkochten.                                      |
| Thema's op meisjes georiënteerd                                                         |                                                                                          | |
| LEGO Belville                                                                           | 1994 - 2009                                                                              | Met grote beweeglijkere figuren. Deel van de serie is op sprookjes gebaseerd. |
| LEGO Paradisa                                                                           | 1992 - 1997                                                                              | Manege- en strandtaferelen met zachtere kleuren. |
| LEGO Friends                                                                            | 2012 - heden                                                                             | Gebaseerd op vriendinnen die in Heartlake City wonen. De poppetjes zijn Minidolls, dus geen normale Minifiguren |
| LEGO Disney Princess                                                                    | 2014 - heden                                                                             | Thema rond karakters uit bekende Disneyverhalen. |
| LEGO Elves                                                                              | 2015 - 2018                                                                              | Over een denkbeeldige wereld van elven. |
| Lego Dots                                                                               | 2020 - 2023                                                                              | Thema waarbij je armbandjes, fotolijstjes en mozaïeken kan maken. |
| Minifiguren: moderne thema's                                                            |                                                                                          | |
| Legoland                                                                                | 1969 - 1978                                                                              | Voorganger van LEGO Systems |
| LEGO Systems                                                                            | 1989 - 1999                                                                              | Diverse onderwerpen. |
| LEGO World City                                                                         | 2000 - 2005                                                                              | Voorganger van LEGO City |
| Lego 4 Juniors                                                                          | 2003-2004                                                                                | 4+-thema met in elke set minstens één voertuig. Grootste set bestond uit minder dan 150 onderdelen. |
| LEGO City                                                                               | 2005 - heden                                                                             | Het stedelijke thema van LEGO. |
| Lego Juniors                                                                            | 2014-heden                                                                               | Thema bedoeld om de om de overgang van Duplo naar de gewone Legoblokjes te bewerkstelligen. Alle sets hebben een duidelijk 4+-logo. Sinds 2019 is dit geen apart thema meer, maar er worden nog wel sets geproduceerd met het kenmerkende 4+-logo.                           |
| Lego Icons, tot en met 2020 Lego Creator Expert                                         | 2000 - heden                                                                             | Voertuigen en koppelbare gebouwen voor oudere LEGO-bouwers. |
| Minifiguren: historische thema's                                                        |                                                                                          | |
| LEGO Pirates                                                                            | 1989 - 1997, 2009 - 2010, 2015                                                           | Piraten. |
| LEGO Ninja                                                                              | 1998 - 2000                                                                              | Met ninja's en samoerai. (Niet te verwarren met het latere fantasiethema Ninjago) |
| LEGO Knights Kingdom                                                                    | 2000, 2004 - 2006                                                                        | Voorganger van LEGO Castle. |
| LEGO Vikings                                                                            | 2005 - 2006                                                                              | Over Vikingen. |
| LEGO Castle                                                                             | 2007 - 2010, 2013 - 2014                                                                 | Ridders en de middeleeuwen. |
| LEGO Kingdoms                                                                           | 2010 - 2012                                                                              | Subthema van LEGO Castle |
| Minifiguren: ruimtevaartthema's                                                         |                                                                                          | |
| LEGO Space Police                                                                       | 1989, 1992 - 1993, 2009 - 2010                                                           | Politie in de ruimte. |
| LEGO Mars Mission                                                                       | 2007 - 2008                                                                              | Ruimtevaarders op Mars in strijd met buitenaardse wezens om energiekristallen. |
| Minifiguren: fantasiethema's                                                            |                                                                                          | |
| Lego Aquazone                                                                           | 1995-1998                                                                                | Over onderzeese mijnwerkers en hun vijanden die op zoek zijn naar kristallen. |
| Lego Time Cruisers                                                                      | 1996-1997                                                                                | Lego's enige tijdreisthema |
| LEGO Adventures - LEGO Egypt - LEGO Amazone - LEGO Dino Island - LEGO Orient Expedition | 1998 - 1999 1999 2000 2003                                                               | Over Johnny Thunder, zijn vrienden Pippin Read en Dr. Kiljoy en de schurk Sam Sinister. |
| LEGO Rock Raiders                                                                       | 1999 - 2000                                                                              | Ruimteonderzoekers in grotten. |
| LEGO Alpha Team                                                                         | 2001 - 2005                                                                              | Gaat over het Alpha Team en de schurk OGEL. |
| LEGO Dino Attack                                                                        | 2005                                                                                     | Over dinosauriërs (in Europa bekend als LEGO Dino 2010). |
| LEGO Exo-Force                                                                          | 2006 - 2008                                                                              | Lijkt op manga. |
| LEGO Aqua Raiders                                                                       | 2007                                                                                     | Over de schatten in de Bermudadriehoek. |
| LEGO Agents                                                                             | 2008 - 2010                                                                              | Geheim agenten. |
| LEGO Power Miners                                                                       | 2009 - 2011                                                                              | Vervolg op Rock Raiders, alleen dan onder de aarde. |
| LEGO Atlantis                                                                           | 2010 - 2011                                                                              | Over Atlantis. |
| LEGO Ninjago                                                                            | 2011 - heden                                                                             | Over ninja's met fantasievoertuigen en draken |
| LEGO Dino                                                                               | 2012                                                                                     | Over dinosauriërs. |
| LEGO Monsterfighters                                                                    | 2012                                                                                     | Over monsterjagers en monsters |
| LEGO Legends of Chima                                                                   | 2013 - 2015                                                                              | Over een land met antropomorfische dieren |
| LEGO Ultra Agents                                                                       | 2014 - 2015                                                                              | Geheim agenten. |
| LEGO Nexo Knights                                                                       | 2016 - 2018                                                                              | Over ridders met futuristische apparaten |
| Lego Hidden Side                                                                        | 2019- 2020                                                                               | Thema waarbij kinderen d.m.v. AR op virtuele spoken konden jagen. De app werkte net zoals bij Lego Vidiyo niet goed en het thema werd door de slechte verkoopcijfers stopgezet.                                                                                              |
| Monkie kid                                                                              | 2020 - heden                                                                             | Gebaseerd op Chinese legendes |
| Lego DreamZzz                                                                           | 2023-heden                                                                               | Een thema vol fantasie, verhalen, avonturen en vooral ook creativiteit. Inclusief een serie van 10 afleveringen. |
| Minifiguren: licentiethema's (o.a. films, games en televisie)                           |                                                                                          | |
| LEGO Star Wars                                                                          | 1999 - heden                                                                             | Gebaseerd op de gelijknamige filmreeks. |
| LEGO Harry Potter                                                                       | 2001 - 2007, 2010 - 2011, 2018 - heden                                                   | Gebaseerd op de gelijknamige film- en boekenreeks. |
| LEGO SpongeBob SquarePants                                                              | 2006 - 2012                                                                              | Over Nickelodeons SpongeBob SquarePants (keert terug als Duplo) |
| LEGO Batman                                                                             | 2006 - 2008                                                                              | Over Batman. Vanaf 2012 is Batman verwerkt in het thema DC Comics Super Heroes. |
| LEGO Indiana Jones                                                                      | 2008 - 2009, 2023                                                                        | Gebaseerd op de films van Indiana Jones. |
| LEGO Toy Story                                                                          | 2010, 2022                                                                               | Gebaseerd op de gelijknamige film. |
| LEGO Prince of Persia                                                                   | 2010                                                                                     | Over Walt Disney's Prince of Persia: The Sands of Time. |
| LEGO Pirates of the Caribbean                                                           | 2011                                                                                     | Over de gelijknamige films. |
| LEGO Cars                                                                               | 2011 - 2012                                                                              | Over de gelijknamige films. |
| LEGO Lord of the Rings                                                                  | 2012 - 2013, 2023                                                                        | Over de filmserie The Lord of the Rings. |
| LEGO The Hobbit                                                                         | 2012 - 2014                                                                              | Over de filmserie The Hobbit |
| LEGO DC Super Heroes                                                                    | 2012 - heden                                                                             | Over de films en strips van DC Comics en Marvel. |
| LEGO The Lone Ranger                                                                    | 2013                                                                                     | Over de gelijknamige film uit 2013. |
| LEGO Teenage Mutant Ninja Turtles                                                       | 2013 - 2014                                                                              | Over de gelijknamige films, strips, series en games |
| LEGO Minecraft                                                                          | 2013 - heden                                                                             | Naar het computerspel Minecraft. |
| The LEGO Movie                                                                          | 2014 - 2015                                                                              | Over de gelijknamige film. |
| LEGO Simpsons                                                                           | 2014 - 2015                                                                              | Over de gelijknamige tv-serie |
| LEGO Mixels                                                                             | 2014 - 2016                                                                              | Over de Mixels, een tekenfilmserie op Cartoon Network |
| LEGO Jurassic World                                                                     | 2015, 2018 - heden                                                                       | Over de gelijknamige film |
| LEGO Speed Champions                                                                    | 2015 - heden                                                                             | Schaalmodellen van raceauto's. |
| Lego Angry Birds                                                                        | 2016                                                                                     | 6 sets over de The Angry Birds Movie |
| Lego DC Super Hero Girls                                                                | 2017                                                                                     | Gebaseerd op de gelijknamige Amerikaanse animatieserie |
| Lego Powerpuff girls                                                                    | 2018                                                                                     | Gebaseerd op de gelijknamige animatieserie |
| The Lego Movie 2                                                                        | 2019                                                                                     | Over de gelijknamige film |
| Lego Trolls World Tour                                                                  | 2020                                                                                     | Over de gelijknamige film |
| Lego Minions                                                                            | 2020-2021, 2024                                                                          | In 2020 en 2021 gebaseerd op Minions: The Rise of Gru en in 2024 op Despicable Me 4 |
| Lego Super Mario                                                                        | 2020 - heden                                                                             | Gebaseerd op de gelijknamige game en Donkey Kong |
| Lego Avatar                                                                             | 2022-2023                                                                                | Gebaseerd op Avatar 2 |
| Lego Gabby’s Dollhouse                                                                  | 2023-2024                                                                                | Gebaseerd op de gelijknamige Netflix-kinderserie Gabby's poppenhuis van DreamWorks, en alle sets hebben de 4+ leeftijd |
| Lego Sonic the Hedgehog                                                                 | 2023 - heden                                                                             | Gebaseerd op de gelijknamige game |
| Lego Animal Crossing                                                                    | 2024                                                                                     | Gebaseerd op de gelijknamige game |
| LEGO Dune                                                                               | 2024 - heden                                                                             | Gebaseerd op de films van Dune |
| Lego Fortnite                                                                           | 2024-heden                                                                               | sets over de gelijknamige game |
| Lego Wicked                                                                             | 2024                                                                                     | Gebaseerd op de film Wicked |
| Lego Wednesday                                                                          | 2024                                                                                     | Gebaseerd op de Netflix-serie Wednesday |